# Bund (Shanghai)

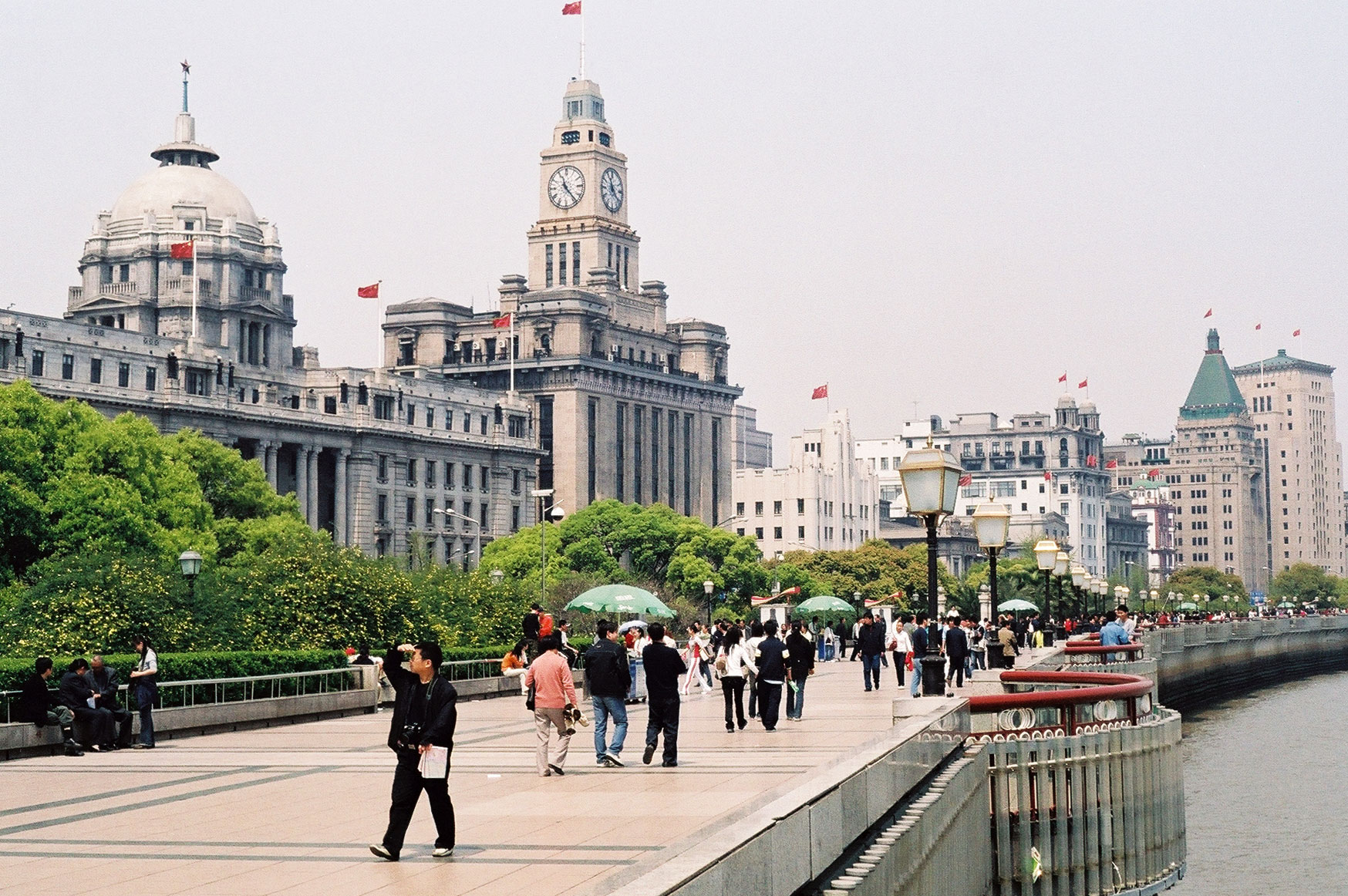
De Bund

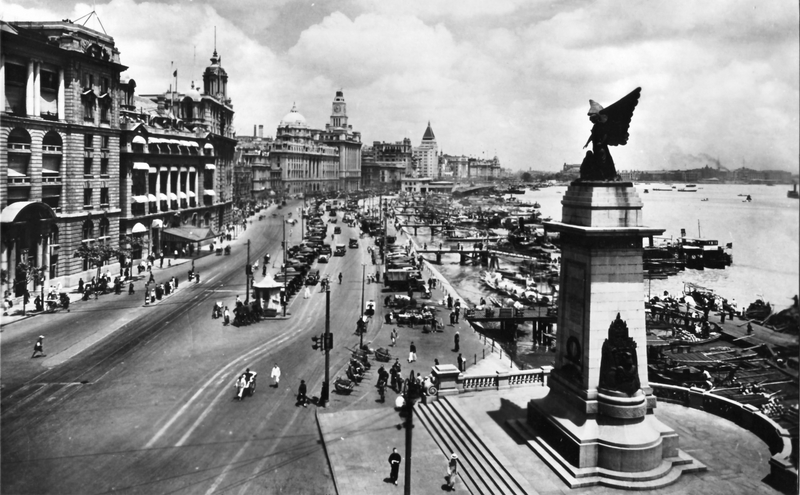
De bund in 1928

De Bund is een gebied in het district Huangpu van Shanghai en omvat een 1,5 km lange oeverpromenade tussen de Huangpu-rivier en de Zhongshan Road. Het loopt van de Waibaidubrug in het noorden tot aan de Yan'an Road in het zuiden. De naam is niet van Chinese maar van Perzische afkomst ('bandar' of 'band', verwant aan het Nederlandse woord 'band'), en verwijst naar de verhoogde kade. Veel Aziatische havensteden hebben dankzij Perzische zeehandelaren een 'bund' of een naam die het woord 'bandar' of een afgeleide hiervan bevat.
Het is een van de belangrijkste toeristische attracties in de stad. Daarnaast hebben grote bedrijven en banken zich gevestigd in de omgeving van de Bund. Onder andere Royal Dutch Shell, HSBC en de Bank of China hebben er een kantoor. Ook het consulaat van het Verenigd Koninkrijk is gevestigd aan de Bund.
Omdat het karakter van de Bund bewaard dient te blijven is een limiet gesteld aan de hoogte van de gebouwen die er langs staan. Aan de overkant van de rivier, in het jongste Shanghaise stadsdeel Pudong, verrijzen echter torenhoge wolkenkrabbers.
Van 2008 tot en met 2010 werden de Bund en de naastgelegen autoweg gerenoveerd.

## Bebouwing aan de Bund
Oorspronkelijk maakte de Bund deel uit van de een Engelse handelsnederzetting, later de Internationale Concessie, en was gelegen net buiten de stadmuren van Shanghai. Het groeide uit tot een financieel- en handelscentrum en door grondschaarste ging men de hoogte in bouwen. De bebouwing is een mengeling van stijlen in kantoorgebouwen van de periode van 1880 tot 1940. Na afloop van de Tweede Chinees-Japanse Oorlog verlieten vrijwel alle buitenlanders de nederzettingen in Shanghai.

## Bereikbaarheid
De metro van Shanghai heeft geen station op de Bund. Lijn 2 loopt onder de Bund door maar heeft er geen halte, wel ligt het station Nanjing East Road Dong op loopafstand.
Daarnaast is de Bund verbonden met Pudong aan de overkant van de rivier door middel van een voetgangerstunnel en een veer.